# Diócesis de Cremona
La diócesis de Cremona (en latín: Dioecesis Cremonensis y en italiano: Diocesi di Cremona) es una circunscripción eclesiástica de la Iglesia católica en Italia. Se trata de una diócesis latina, sufragánea de la arquidiócesis de Milán. Desde el 16 de noviembre de 2015 su obispo es Antonio Napolioni.

## Territorio y organización

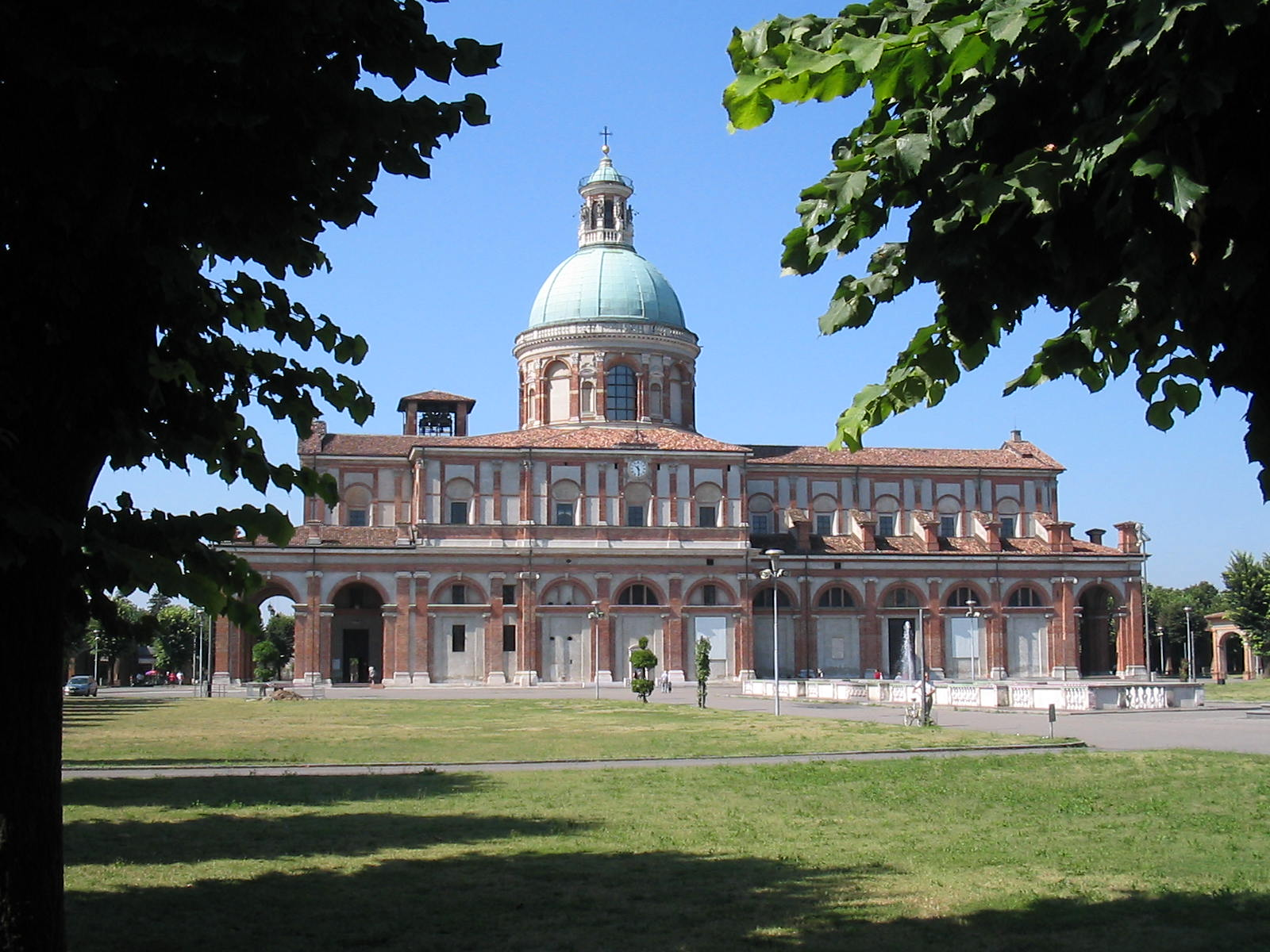
Basílica santuario de Santa María del Fonte, en Caravaggio

La diócesis tiene 1917 km² y extiende su jurisdicción sobre los fieles católicos de rito latino residentes en parte de la región de Lombardía (sigue la estructura administrativa prenapoleónica), comprendiendo:
- en la provincia de Cremona las comunas de: Rivolta d'Adda, Agnadello, Vailate, Pandino (en parte), Casaletto di Sopra, Soncino, Romanengo, Ticengo, Cumignano sul Naviglio, Fiesco, Trigolo, Genivolta, Azzanello, Castelvisconti, Castelleone, Soresina, Casalmorano, Bordolano, Corte de' Cortesi con Cignone, Robecco d'Oglio, Casalbuttano ed Uniti, Annicco, Cappella Cantone, Gombito, Formigara, San Bassano, Paderno Ponchielli, Olmeneta, Corte de' Frati, Gabbioneta-Binanuova, Scandolara Ripa d'Oglio, Grontardo, Pozzaglio ed Uniti, Castelverde, Grumello Cremonese ed Uniti, Pizzighettone, Sesto ed Uniti, Persico Dosimo, Pescarolo ed Uniti, Pessina Cremonese, Acquanegra Cremonese, Cicognolo, Crotta d'Adda, Gadesco-Pieve Delmona, Vescovato, Isola Dovarese, Spinadesco, Cremona, Malagnino, Pieve San Giacomo, Cappella de' Picenardi, Torre de' Picenardi (en 2018 absobió a la comuna de Ca' d'Andrea), Piadena Drizzona (creada en 2019 por fusión de Piadena y Drizzona), Calvatone, Tornata, Voltido, Derovere, Bonemerse, Sospiro, Pieve d'Olmi, Gerre de' Caprioli, Cella Dati, Cingia de' Botti, San Martino del Lago, Solarolo Rainerio, San Giovanni in Croce, Casteldidone, Stagno Lombardo, San Daniele Po, Motta Baluffi, Scandolara Ravara, Spineda, Rivarolo del Re ed Uniti, Martignana di Po, Gussola, Torricella del Pizzo, Casalmaggiore;
- en la provincia de Mantua las comunas de: Bozzolo, Rivarolo Mantuano, San Martino dall'Argine, Gazzuolo, Commessaggio, Sabbioneta, Viadana (excepto la fracción de Cizzolo), Pomponesco, Dosolo;
- en la provincia de Bérgamo las comunas de: Casirate d'Adda, Arzago d'Adda, Calvenzano, Misano di Gera d'Adda, Brignano Gera d'Adda, Caravaggio, Mozzanica, Fornovo San Giovanni, Covo, Antegnate, Calcio, Pumenengo, Barbata, Torre Pallavicina, Fontanella, Isso;
- en la ciudad metropolitana de Milán parte de la comuna de Cassano d'Adda.

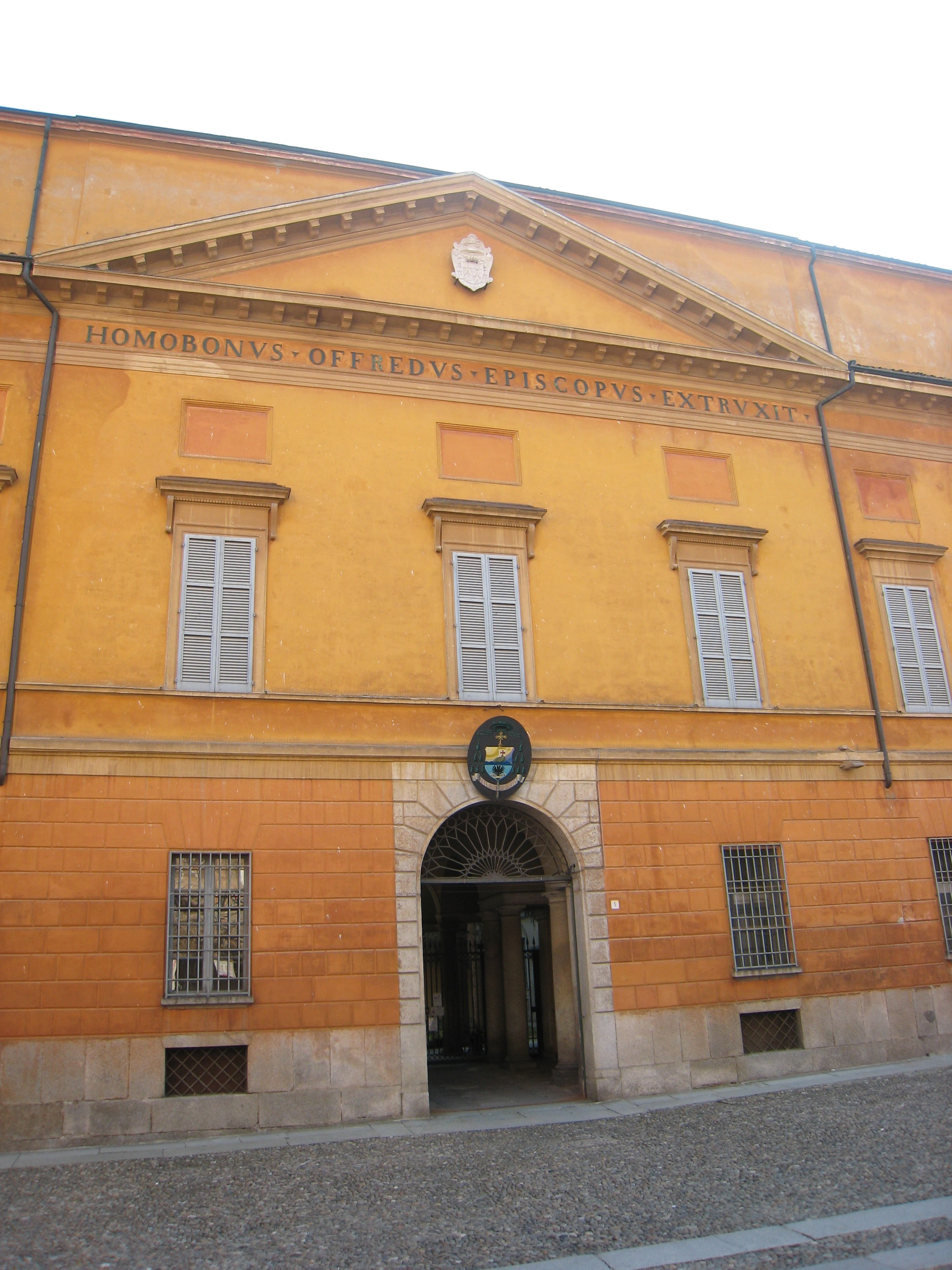
Palacio episcopal de Cremona

La sede de la diócesis se encuentra en la ciudad de Cremona, en donde se halla la Catedral de Santa María Asunta. En Caravaggio se halla la basílica santuario de Santa María del Fonte.
En 2021 en la diócesis existían 222 parroquias agrupadas en 5 zonas pastorales numeradas del 1 al 5.

## Historia
Situada en un contexto estratégico en las vías de comunicación del norte de Italia, Cremona pronto tuvo que acoger a los misioneros cristianos, aunque ahora está históricamente establecido que la fundación de la comunidad cristiana por san Bernabé en el siglo I es sólo el resultado de leyendas medievales. Los primeros testimonios de la expansión del cristianismo en Cremona están vinculados a la figura de san Eusebio, discípulo de san Jerónimo, entre los siglos IV y V.
A esta misma época se remonta la erección de la diócesis. El primer obispo históricamente documentado es Giovanni, que participó en el concilio provincial milanés de 451, lo que indica que Cremona era originalmente sufragánea de la arquidiócesis de Milán. Hay poca información sobre la diócesis en los siglos siguientes, en los que sólo se conocen otros dos obispos, Eustachio (501) y Desiderio (680). Sólo a partir de Stefano, a finales del siglo VIII, la serie episcopal cremonesa se mantuvo casi ininterrumpida hasta nuestros días.
El renacimiento de la diócesis coincide con el fin de la dominación lombarda y el comienzo del período carolingio. A partir del siglo VIII y a lo largo de los siglos IX y X, los obispos cremoneses obtuvieron del emperador diversos privilegios y exenciones. El emperador Lotario I confirmó al obispo Pancoardo (mediados del siglo IX) todos los privilegios y posesiones de la Iglesia cremonesa, que también se extendía al sur de la línea del río Po.
Liutprando, en la segunda mitad del siglo X, fue probablemente el obispo más famoso de la época medieval. Fue un famoso diplomático y cronista y emprendió una difícil misión en Constantinopla. Fue el responsable de haber importado a Cremona el culto a san Himerio, obispo de Amelia, quien fue el santo patrón de la ciudad durante mucho tiempo, antes de que se estableciera el culto a san Homobono.
El obispo Sicardo participó en las cruzadas a principios del siglo XIII. Fue también un ferviente promotor del culto a san Homobono, que murió en Cremona el 15 de noviembre de 1197, y recibió la aprobación del culto de la Santa Sede ya el 12 de enero de 1198 con la bula Quia pietas del papa Inocencio III. Sicardo también dejó una crónica para la posteridad.
El obispo Sicardo obtuvo en 1212 que las parroquias de Crema (tanto en la ciudad como en el campo) fueran devueltas a la diócesis después de que el papa Alejandro III las hubiera confiado a la diócesis de Plasencia, pero debido a la presión de la comuna de Crema en 1284 la división de las mismas entre las dos diócesis de Cremona y Plasencia, con la ciudad de Crema dividida dentro de sus propios muros entre las dos jurisdicciones episcopales, situación que se mantendría así hasta finales del siglo XVI.
El primer sínodo diocesano documentado por fuentes contemporáneas se celebró en 1298 durante el episcopado de Rainerio. A finales del siglo XIV el territorio de la diócesis estaba dividido en 30 parroquias, con la presencia de al menos 60 monasterios, tanto masculinos como femeninos, de los cuales 40 sólo en la ciudad episcopal.
En la segunda mitad del siglo XV y principios del siglo siguiente, Cremona estuvo plagada de guerras. En el período de dominación veneciana fue entregada al obispo Gerolamo Trevisan, quien tuvo que abandonar la ciudad cuando fue reconquistada por los franceses tras la victoria de Agnadello.
El siglo XVI fue un siglo de fuertes contrastes. Cremona fue la ciudad natal, en 1502, de san Antonio María Zaccaría, fundador de la orden de Clérigos Regulares de San Pablo, llamados barnabitas, entre los protagonistas de la Contrarreforma del siglo XVI. Al mismo tiempo también fue el centro de un movimiento a favor de la Reforma luterana. Para contrarrestar esta presencia, fue precisamente en Cremona donde se publicó una de las primeras obras apologéticas antiluteranas, la Revocatio Martini Lutherii del dominico Isidoro Isolani, publicada en 1519 con una segunda edición ya al año siguiente. Entre los principales partidarios de la aplicación de los decretos tridentinos se encontraba el obispo Niccolò Sfondrati, que convocó sínodos diocesanos, realizó la visita pastoral y fundó el seminario en 1566; esta actividad le valió la elección al trono papal el 5 de diciembre de 1590.
Entre finales del siglo XVI y principios del XVII la diócesis tuvo que ceder una gran parte de su territorio: el 11 de abril de 1580 perdió 21 parroquias tras la erección de la diócesis de Crema mediante la bula Super universas del papa Gregorio XIII; el 12 de febrero de 1601, las 25 parroquias de Oltrepò (en el área entre Monticelli d'Ongina, Zibello y Busseto) ingresaron en la nueva diócesis de Borgo San Donnino (hoy diócesis de Fidenza) mediante la bula Super universas del papa Clemente VII.
Durante la ocupación francesa, el obispo Homobono Offredi obtuvo de Napoleón Bonaparte el cáliz de oro utilizado por san Carlos Borromeo y posteriormente del virrey de Italia la restitución de cuatro iglesias que querían demoler.
El 16 de febrero de 1820, mediante la bula Paternae charitatis del papa Pío VII, Cremona adquirió las parroquias de las diócesis de Parma y Borgo San Donnino que estaban situadas al norte del Po.
Entre los siglos XIX y XX destacó especialmente la figura del obispo Geremia Bonomelli, que impulsó la renovación espiritual y pastoral de la diócesis y que en la cuestión romana «representó durante años el punto de referencia del ala liberal moderada, con sus numerosos escritos y, en particular, con sus intensas y clarividentes cartas pastorales". Giovanni Cazzani fue el obispo que gobernó la diócesis durante las dos guerras mundiales: en su largo episcopado celebró tres sínodos diocesanos. Otra figura importante en el panorama de la Iglesia italiana del siglo XX es el sacerdote y párroco de Bozzolo, Primo Mazzolari, «considerado uno de los precursores o anticipadores del espíritu del Concilio Vaticano II».
En 1975 se dispuso una reorganización territorial de la diócesis, con la abolición de los vicariatos y el establecimiento de unidades pastorales.
El 13 de mayo de 2006 cedió la parroquia de Sant'Antonio abate de Salvirola a la diócesis de Crema.

### El capítulo
En la catedral se encuentra el capítulo perenne, oficialmente llamado "Capitolo dei canonici della Beata Vergine Assunta nella chiesa cattedrale di Cremona", el colegio más antiguo e ilustre de la ciudad. Su existencia está atestiguada por el historiador Giuseppe Bresciani ya en el siglo VIII.
A lo largo de la historia, numerosos poderes, propiedades y privilegios han pertenecido al capítulo, cuyos miembros, generalmente cadetes del patriciado, en el siglo IX eran llamados "hermanos canónicos" o "cardenales de la Santa Iglesia de Cremona". Hoy el único privilegio es el uso de la cruz patriarcal (concedida en 1414 por el antipapa Juan XXIII por la hospitalidad recibida).
En cuanto al hábito, tras el Concilio Vaticano II el capítulo renunció al uso del armiño heráldico, la capa magna (concedidos en 1591 por el papa Gregorio XIV, que había sido obispo de Cremona durante treinta años y también entregó al capítulo la reliquia de la Sacra Spina), del manto de hilo rojo con banda de púrpura y lazos, del manto de púrpura y del lazo rojo sobre el tricornio, así como del capa morada, además de las confirmadas por el papa Pío XI en 1923 (los privilegios de los protonotarios apostólicos ad instar participantium, con el privilegio de los pontificales, de la mitra y de la cruz pectoral, con el anillo gemado).
Los canónigos, que hoy han conservado el título de monseñor y con derecho a llevar la muceta púrpura, siempre han ejercido un papel importante en el gobierno de la diócesis, con derecho a elegir obispos (hasta las bulas contrarias del papa Bonifacio VIII). Hoy han perdido toda esta relevancia, incluido el nombramiento del administrador diocesano en una sede vacante y el examen de las prácticas administrativas más importantes, actualmente delegadas en el Colegio de Consultores. Desde 1990 el capítulo ya ni siquiera se ocupa de la administración de la catedral: sólo un canónigo forma parte, por derecho, del Consejo Catedralicio, nombrado por el obispo.

### Rito oferdiano
A lo largo de los siglos la diócesis de Cremona ha desarrollado su propio rito litúrgico, llamado rito ofrediano, en honor al obispo Offredo degli Offredi, quien lo restauró en el siglo XII. En 1297 el obispo Ranieri impuso la observancia del rito en todas las parroquias: prescripción que tuvo que caer en el olvido, ya que a finales del siglo XV sólo se observaba en la catedral y en las iglesias del Oltrepò. En 1458, gracias a un indulto del papa Calixto III, la diócesis adoptó el rito romano: el rito ofrediano desapareció por completo, aunque algunas costumbres permanecieron hasta el siglo XIX en las liturgias de la catedral y en algunas iglesias de la diócesis de Fidenza.
La información sobre el rito es muy escasa, dado que todos los libros litúrgicos, a excepción del Martirologio, fueron destruidos en un incendio en el Archivo Capitular.
Durante la misa se invocaba frecuentemente (en el Confíteor, el Ofertorio y en el Canon) san Bernabé, llamado Padre nostro y considerado el primer evangelizador de la zona de Cremona. Antes del Introito, se cantaban tropos de la Epístola y durante la Consagración. Los santos venerados en la Iglesia cremonesa fueron nombrados en el canon.

## Estadísticas
Según el Anuario Pontificio 2022 la diócesis tenía a fines de 2021 un total de 312 400 fieles bautizados.
| Año                                                                             | Población            | Población | Población      | Sacerdotes | Sacerdotes    | Sacerdotes    | Bautizados por sacerdote | Diáconos permanentes | Religiosos | Religiosos | Parroquias |
| Año                                                                             | Bautizados católicos | Total     | % de católicos | Total      | Clero secular | Clero regular | Bautizados por sacerdote | Diáconos permanentes | Varones    | Mujeres    | Parroquias |
| ------------------------------------------------------------------------------- | -------------------- | --------- | -------------- | ---------- | ------------- | ------------- | ------------------------ | -------------------- | ---------- | ---------- | ---------- |
| 1950                                                                            | 388 040              | 389 510   | 99.6           | 497        | 443           | 54            | 780                      |                      | 102        | 1925       | 234        |
| 1970                                                                            | 361 616              | 361 686   | 100.0          | 348        | 289           | 59            | 1039                     |                      | 105        | 1608       | 236        |
| 1980                                                                            | 349 439              | 349 609   | 100.0          | 433        | 382           | 51            | 807                      |                      | 84         | 1260       | 236        |
| 1990                                                                            | 337 700              | 338 000   | 99.9           | 402        | 368           | 34            | 840                      |                      | 83         | 1000       | 223        |
| 1999                                                                            | 314 000              | 319 000   | 98.4           | 396        | 357           | 39            | 792                      | 8                    | 88         | 780        | 223        |
| 2000                                                                            | 313 500              | 318 000   | 98.6           | 377        | 339           | 38            | 831                      | 12                   | 87         | 746        | 223        |
| 2001                                                                            | 325 000              | 337 249   | 96.4           | 369        | 337           | 32            | 880                      | 12                   | 90         | 704        | 223        |
| 2002                                                                            | 330 000              | 339 111   | 97.3           | 363        | 336           | 27            | 909                      | 13                   | 117        | 657        | 223        |
| 2003                                                                            | 330 000              | 338 848   | 97.4           | 365        | 334           | 31            | 904                      | 13                   | 101        | 629        | 223        |
| 2004                                                                            | 328 000              | 340 000   | 96.5           | 366        | 336           | 30            | 896                      | 13                   | 88         | 584        | 223        |
| 2006                                                                            | 330 000              | 348 393   | 94.7           | 374        | 333           | 41            | 882                      | 13                   | 88         | 546        | 224        |
| 2013                                                                            | 331 250              | 368 797   | 89.8           | 336        | 308           | 28            | 985                      | 14                   | 46         | 389        | 222        |
| 2016                                                                            | 317 208              | 366 503   | 86.5           | 323        | 295           | 28            | 982                      | 14                   | 49         | 301        | 222        |
| 2019                                                                            | 313 170              | 361 863   | 86.5           | 294        | 274           | 20            | 1065                     | 13                   | 29         | 288        | 222        |
| 2021                                                                            | 312 400              | 360 956   | 86.5           | 278        | 258           | 20            | 1123                     | 15                   | 29         | 270        | 222        |
| Fuente: Catholic-Hierarchy, que a su vez toma los datos del Anuario Pontificio. |                      |           |                |            |               |               |                          |                      |            |            |            |

## Episcopologio
En 1599 el eclesiástico Biagio Rossi (Blasius Rubeus) compiló el primer catálogo de los obispos cremoneses, cada uno acompañado de una cronología exacta y notas biográficas, a partir de principios del siglo IV. Posteriormente se fueron añadiendo a este catálogo otros nombres hasta completar la lista de obispos hasta san Bernabé (siglo I), considerado el fundador de la diócesis. Posteriormente surgieron muchas dudas sobre la autenticidad de este catálogo, dado que sólo hay tres obispos documentados históricamente hasta Stefano II (fines del siglo VIII).
- Stefano I †
- Sirino †
- Auderio †
- Corrado †[nota 2]
- Vincenzo †
- San Sisinnio †
- Giovanni I † (mencionado en 451)
- Eustasio o Eustachio † (mencionado en 501 circa)
- Crisogono †
- Felice †
- Creato †
- Sisto †
- Desiderio I †
- Anselmo †
- Eusebio †
- Bernardo †
- Desiderio II † (antes de 679-después de 680)
- Zeno, O.S.B. †
- San Silvino †
- Stefano II † (antes de 774-después de 800)
- Attone † (mencionado antes de 810)
- Wolfoldo o Wolfredo † (mencionado en 817)
- Simperto degli Addobati † (mencionado en 827)
- Pancoardo † (antes de 841-circa 850 renunció)
- Benedetto † (circa 850-circa 880 falleció)
- Landone † (antes de 883-después de 910)
- Giovanni II † (antes de 915-después de 924)
- Darimberto (o Dagiberto) † (antes de 931-después de junio de 960)[21]
- Liutprando † (antes de enero de 962-después del otoño de 971 falleció)[21][22]
- Olderico † (antes de marzo de 973-después de febrero de 1004 falleció)[21]
- Landolfo † (antes de octubre de 1004-después de marzo de 1030 falleció)[21]
- Ubaldo † (antes de febrero de 1031-7 de marzo de 1067 falleció)[21]
- Arnolfo da Velate † (circa 1068-después de 1079)[nota 3][nota 4]
- Gualtiero † (circa 1086-15 marzo circa 1087 falleció)[21]
  - Sede vacante (ca. 1087-1110)[21]
- Ugo da Noceto † (circa 1110-1117 depuesto)[21]
- Oberto da Dovara † (1117-después de abril de 1162 falleció)[21]
- Presbitero da Medolago † (antes del 20 de enero de 1163-1 de mayo de 1167 depuesto)
- San Emanuele, O.Cist. † (1 de mayo de 1167-27 de febrero de 1168 falleció)
- Offredo degli Offredi † (antes del 29 de mayo de 1168-9 de agosto de 1185 falleció)
- Sicardo † (1185-8 de junio de 1215 falleció)
- Omobono de Madalberti † (circa 1215-11 de octubre de 1248 falleció)
  - Giovanni Buono de Giroldi † (1248-5 de agosto de 1250 depuesto) (obispo electo)[nota 5]
- Bernerio Sommi † (29 de julio de 1249-circa 1260 falleció)
- Cacciaconte da Somma † (19 de julio de 1260-16 de julio de 1288 falleció)
- Ponzio Ponzoni † (1288-12 de agosto de 1290 falleció)
- Emanuele Sescalco † (circa 1290-circa 1296)
- Rainerio Porrina di Casole † (24 de abril de 1296-1312 falleció)
- Egidiolo Bonseri † (17 de febrero de 1313-1317 renunció)
- Egidio Madalberti † (18 de julio de 1318-1325 renunció)
- Ugolino di San Marco, O.P. † (6 de marzo de 1327-1349 renunció)
  - Dondino † (6 de enero de 1329-1331) (antiobispo)
- Ugolino Ardengheri † (23 de octubre de 1349-1361? falleció)
- Pietro Capello, O.P. † (10 de noviembre de 1361-15 de octubre de 1383 falleció)
- Marco Porri † (1383-1 de diciembre de 1386 nombrado obispo de Ceneda)
- Giorgio Torti † (1 de diciembre de 1386-25 de abril de 1389 falleció)
- Tommaso Visconti, O.E.S.A. † (1 de febrero de 1390-21 de octubre de 1390 nombrado obispo de Brescia)
- Francesco Lante, O.F.M. † (21 de octubre de 1390-4 de octubre de 1401 nombrado obispo de Bérgamo)
- Pietro Grassi † (4 de octubre de 1401-27 de septiembre de 1402 nombrado obispo de Pavía)
- Francesco Lante, O.F.M. † (27 de septiembre de 1402-1405 falleció) (por segunda vez)
- Bartolomeo Capra † (17 de julio de 1405-1411 depuesto)
- Costanzo Fondulo † (28 de marzo de 1412-1423 renunció)
- Venturino de Marni, O.S.B. † (5 de marzo de 1423-19 de noviembre de 1457 falleció)
- Bernardo Rossi † (27 de abril de 1458-8 de octubre de 1466 nombrado obispo de Novara)
- Giovanni Stefano Bottigella † (8 de octubre de 1466-1475 falleció)
- Giacomo Antonio della Torre † (15 de enero de 1476-1486 falleció)
  - Ascanio Maria Sforza † (4 de agosto de 1486-27 de mayo de 1505 falleció) (administrador apostólico)
  - Galeotto Franciotti della Rovere † (27 de mayo de 1505-11 de septiembre de 1508 falleció) (administrador apostólico)
- Gerolamo Trevisan, O.Cist. † (20 de octubre de 1508-24 de febrero de 1523 falleció)
- Benedetto Accolti † (16 de mayo de 1523-21 de septiembre de 1549 falleció)
- Francesco Sfondrati † (9 de noviembre de 1549-31 de julio de 1550 falleció)
  - Federico Cesi † (18 de marzo de 1551-13 de marzo de 1560 renunció) (administrador apostólico)
- Niccolò Sfondrati † (13 de marzo de 1560-5 de diciembre de 1590 electo papa con el nombre de Gregorio XIV)
- Cesare Speciano † (30 de enero de 1591-21 de agosto de 1607 falleció)
- Paolo Emilio Sfondrati † (13 de septiembre de 1607-1610 renunció)
- Giovanni Battista Brivio † (19 de julio de 1610-2 de febrero de 1621 falleció)
- Pietro Campori † (17 de mayo de 1621-4 de febrero de 1643 falleció)
- Francesco Visconti † (13 de abril de 1643-1670 renunció)
- Pietro Isimbardi, O.Carm. † (6 de octubre de 1670-27 de septiembre de 1675 falleció)
- Agostino Isimbardi, O.S.B. † (24 de febrero de 1676-2 de junio de 1681 falleció)
- Lodovico Settala † (4 de mayo de 1682-31 de mayo de 1697 falleció)
- Alessandro Croce † (2 de diciembre de 1697-23 de septiembre de 1704 falleció)
- Carlo Ottaviano Guasco † (17 de noviembre de 1704-21 de noviembre de 1717 falleció)
- Alessandro Maria Litta † (10 de enero de 1718-12 de septiembre de 1749 renunció[nota 6])
- Ignazio Maria Fraganeschi † (22 de septiembre de 1749-16 de agosto de 1790 falleció)
- Omobono Offredi † (26 de septiembre de 1791-28 de enero de 1829 falleció)
- Carlo Emanuele Sardagna de Hohenstein † (28 de febrero de 1831-1837 renunció[nota 7])
- Bartolomeo Casati † (8 de julio de 1839-18 de septiembre de 1844 falleció)
- Bartolomeo Carlo Romilli † (19 de enero de 1846-14 de junio de 1847 nombrado arzobispo de Milán)
  - Sede vacante (1847-1850)
- Antonio Novasconi † (20 de mayo de 1850-1867 falleció)
  - Sede vacante (1867-1871)
- Geremia Bonomelli † (27 de octubre de 1871-3 de agosto de 1914 falleció)
- Giovanni Cazzani † (19 de diciembre de 1914-26 de agosto de 1952 falleció)
- Danio Bolognini † (25 de noviembre de 1952-2 de diciembre de 1972 falleció)
- Giuseppe Amari † (5 de marzo de 1973-15 de mayo de 1978 nombrado obispo de Verona)
- Fiorino Tagliaferri † (28 de octubre de 1978-26 de mayo de 1983 renunció)
- Enrico Assi † (26 de mayo de 1983-16 de septiembre de 1992 falleció)
- Giulio Nicolini † (16 de febrero de 1993-19 de junio de 2001 falleció)
- Dante Lafranconi (8 de septiembre de 2001-16 de noviembre de 2015 retirado)
- Antonio Napolioni, desde el 16 de noviembre de 2015